# 刮痧
刮痧是用一定的工具，如邊緣光滑的湯匙、銅錢、硬幣、玉石或較專業的牛角骨等製成的刮痧板，配上一些按摩油或是保湿霜等润滑剂之类，在病人身體的施治部位上順序重複刮動的治療方法，是中國民間流傳的傳統療法。刮痧後有些病人感到局部或周身輕鬆、舒適、胸腹開暢、症狀消失，其原理在于人体应对疼痛刺激分泌的内啡肽。

## 痧的定義
中国民间医学传统认为：皮膚出現紅點如粟，以指撫摸皮膚感到稍有阻礙的疹點，是疾病在發展變化過程中反應在皮膚的一種表現，是臨床許多疾病的共同症候。大部分疾病都是由於氣血瘀滯造成的，「痧」是一種病邪的排泄產物，「出痧」意味著「給邪以出路」，從而改善氣血平衡。

## 過程
刮痧前，先用75%酒精為器具、操作者雙手和刮痧部位消毒，在刮痧部位塗抹水、面霜、风油精、清凉油、嬰兒油或刮痧膏等潤滑物。
刮痧時，操作者利用腕力、臂力以刮板用力在刮拭部位刮拭，刮痧順序一般以頭部、頸部、背部、胸部、腹部、上肢、下肢為序，刮拭直至局部出現痧點或微紫紅斑塊為止。 
刮痧也和針灸一樣，可能像「暈針」一樣出現「暈刮」的不良反應。暈刮的症狀多為頭暈、面色蒼白、心慌、出冷汗、四肢發冷、噁心欲吐等。遇到這樣的情況，應立即讓患者平臥，並飲用溫暖的糖開水，用刮板重刮患者百會穴、用棱角輕刮人中穴及重刮內關穴、足三里穴和湧泉穴。若未明顯好轉，要及時送往醫院。

## 現代醫學觀點
在英文醫學期刊以隨機對照實驗方式研究刮痧的發表並不多，一篇在2011年在「疼痛醫學」(Pain Medicine)發表的研究指出刮痧能顯著減低患有慢性頸部疼痛病人的頸部疼痛嚴重度並提升他們頸部功能的水準。該項研究是針對24名患有慢性頸部疼痛病人進行一次的刮痧，並追蹤一週後他們的情況。對照組的24名病人則只接受局部熱敷。然而，刮痧對患有慢性頸部疼痛病人之長期效果則仍需進一步的研究才能確定。刮痧的機轉到目前為止仍未有定論，對於疼痛的功效可能是與刮痧部位的微循環上升有關。

## 刮痧的禁忌
- 傷口或潛在感染傷口
- 出血傾向的疾病
- 危重病症
- 新發生的骨折
- 傳染性皮膚病
- 傳播性的皮膚病
- 年老體弱
- 空腹
- 妊娠婦女
- 婦女經期
- 面部對刮痧具有恐懼或過敏者

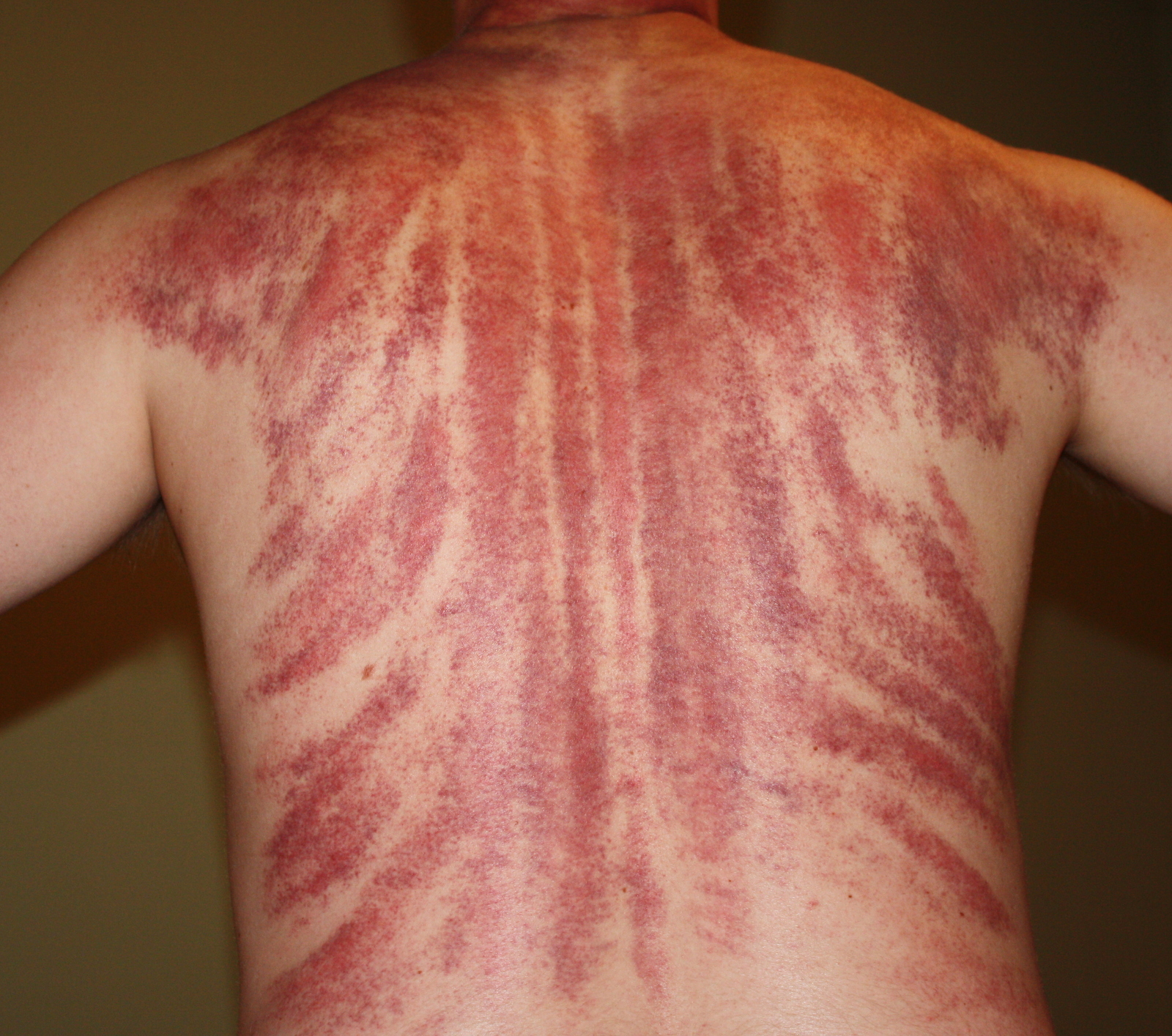
刮痧

- 刮痧过程中出现疼痛异常，发热而汗出不止，心中烦躁不安，脉跳如数等情况时，即马上停止刮痧

## 資料來源
1. ↑  Braun, Maximilian; Schwickert, Miriam; Nielsen, Arya; Brunnhuber, Stefan; Dobos, Gustav; Musial, Frauke; Lüdtke, Rainer; Michalsen, Andreas. . Pain Medicine (Malden, Mass.). 2011-03, 12 (3): 362–369  [2021-06-17]. ISSN 1526-4637. PMID 21276190. doi:10.1111/j.1526-4637.2011.01053.x. （原始内容存档于2021-06-07）.
2. ↑  Nielsen, Arya; Knoblauch, Nicola T. M.; Dobos, Gustav J.; Michalsen, Andreas; Kaptchuk, Ted J. . Explore (New York, N.Y.). 2007-09, 3 (5): 456–466  [2021-06-17]. ISSN 1550-8307. PMID 17905355. doi:10.1016/j.explore.2007.06.001. （原始内容存档于2021-05-01）.